# Liste der größten Unternehmen im Nahen Osten
Die Liste der größten Unternehmen im Nahen Osten enthält die vom Wirtschaftsmagazin „Dinar Standard“ in der Liste „DS100 – Top 100 Companies of the Muslim World“ und von Dun & Bradstreet in der Liste „Dun's 100 – Israel's Largest Enterprises“ veröffentlichten umsatzstärksten Unternehmen im Nahen Osten. Aufgeführt sind auch der Hauptsitz und die Branche. Die Zahlen sind in Milliarden US-Dollar angegeben und beziehen sich auf das Geschäftsjahr 2006.
| Rang | Name                                   | Hauptsitz      | Land          | Umsatz (Mrd. $) | Branche            |
| ---- | -------------------------------------- | -------------- | ------------- | --------------- | ------------------ |
| 1.   | Saudi Aramco                           | Dhahran        | Saudi-Arabien | 199,756         | Öl und Gas         |
| 2.   | National Iranian Oil Company           | Teheran        | Iran          | 90,795          | Öl und Gas         |
| 3.   | Kuwait Petroleum Corporation           | Kuwait         | Kuwait        | 59,403          | Öl und Gas         |
| 4.   | Iraq National Oil                      | Bagdad         | Irak          | 45,036          | Öl und Gas         |
| 5.   | Koç Holding                            | Istanbul       | Türkei        | 34,511          | Mischkonzerne      |
| 6.   | Abu Dhabi National Oil Company         | Abu Dhabi      | VAE           | 30,811          | Öl und Gas         |
| 7.   | Syrian Petroleum Company               | Damaskus       | Syrien        | 24,440          | Öl und Gas         |
| 8.   | Saudi Basic Industries Corporation     | Riad           | Saudi-Arabien | 23,020          | Chemie             |
| 9.   | Qatar Petroleum                        | Doha           | Katar         | 17,902          | Öl und Gas         |
| 10.  | Petroleum Development Oman             | Maskat         | Oman          | 15,316          | Öl und Gas         |
| 11.  | Sabancı Holding                        | Istanbul       | Türkei        | 12,052          | Mischkonzerne      |
| 12.  | Egyptian General Petroleum Corporation | Kairo          | Ägypten       | 11,883          | Öl und Gas         |
| 13.  | Petrol Ofisi                           | Istanbul       | Türkei        | 9,583           | Öl und Gas         |
| 14.  | Saudi Telecom                          | Riad           | Saudi-Arabien | 9,012           | Telekommunikation  |
| 15.  | T.C. Ziraat Bankası                    | Ankara         | Türkei        | 8,933           | Banken             |
| 16.  | Doğan Yayın Holding                    | Istanbul       | Türkei        | 8,575           | Mischkonzerne      |
| 17.  | The Emirates Group                     | Dubai          | VAE           | 8,477           | Fluggesellschaften |
| 18.  | TEVA Pharmaceutical Industries Ltd.    | Petach Tikwa   | Israel        | 8,408           | Pharma             |
| 19.  | Iran Khodro                            | Teheran        | Iran          | 8,093           | Automobile         |
| 20.  | Türkiye İş Bankası                     | Istanbul       | Türkei        | 8,084           | Banken             |
| 21.  | Saudi Oger                             | Riad           | Saudi-Arabien | 8,000           | Bauhauptgewerbe    |
| 22.  | Ülker                                  | Istanbul       | Türkei        | 7,500           | Nahrungsmittel     |
| 23.  | Akbank                                 | Istanbul       | Türkei        | 6,834           | Banken             |
| 24.  | Oil Refineries Ltd                     | Haifa          | Israel        | 6,395           | Öl und Gas         |
| 25.  | Israel Corporation                     | Tel Aviv-Jaffa | Israel        | 6,251           | Mischkonzerne      |
| 26.  | Alon Israel                            | Yakum          | Israel        | 6,036           | Öl und Gas         |
| 27.  | Delek Group                            | Tel Aviv-Jaffa | Israel        | 5,412           | Öl und Gas         |
| 28.  | Saudi Electric Company                 | Riad           | Saudi-Arabien | 5,283           | Versorger          |
| 29.  | Dallah Al-Baraka                       | Riad           | Saudi-Arabien | 5,204           | Mischkonzerne      |
| 30.  | M. A. Kharafi & Sons                   | Kuwait         | Kuwait        | 5,021           | Mischkonzerne      |
| 31.  | Saudi Binladin                         | Dschidda       | Saudi-Arabien | 5,000           | Mischkonzerne      |
| 32.  | IDB Holding                            | Tel Aviv-Jaffa | Israel        | 4,954           | Mischkonzerne      |
| 33.  | Delek Petroleum                        | Tel Aviv-Jaffa | Israel        | 4,944           | Öl und Gas         |
| 34.  | Turkcell                               | Istanbul       | Türkei        | 4,700           | Telekommunikation  |
| 35.  | National Petrochemical Company         | Teheran        | Iran          | 4,610           | Chemie             |
| 36.  | Doğuş Holding                          | Istanbul       | Türkei        | 4,541           | Mischkonzerne      |
| 37.  | Vestel Group                           | Manisa         | Türkei        | 4,476           | Technologie        |
| 38.  | Etisalat                               | Abu Dhabi      | VAE           | 4,436           | Telekommunikation  |
| 39.  | Orascom Telecom                        | Kairo          | Ägypten       | 4,401           | Telekommunikation  |
| 40.  | VakıfBank                              | Ankara         | Türkei        | 4,364           | Banken             |
| 41.  | Saad Group                             | Al-Chubar      | Saudi-Arabien | 4,352           | Mischkonzerne      |
| 42.  | Turkish Airlines                       | Istanbul       | Türkei        | 4,210           | Fluggesellschaften |
| 43.  | Erdemir                                | Zonguldak      | Türkei        | 4,190           | Stahl              |
| 44.  | Consolidated Contractors Company       | Riad           | Saudi-Arabien | 4,189           | Bauhauptgewerbe    |
| 45.  | Zain Group                             | Kuwait         | Kuwait        | 4,167           | Telekommunikation  |
| 46.  | Suez Canal Authority                   | Ismailia       | Ägypten       | 4,100           | Schifffahrt        |
| 47.  | Enka Insaat ve Sanayi A.S.             | Istanbul       | Türkei        | 4,030           | Bauhauptgewerbe    |
| 48.  | ETA-Ascon                              | Dubai          | VAE           | 4,000           | Bauhauptgewerbe    |
| 49.  | Israel Electric Corporation            | Haifa          | Israel        | 3,947           | Versorger          |
| 50.  | Emaar Properties                       | Dubai          | VAE           | 3,813           | Bauhauptgewerbe    |